# Église Notre-Dame-de-Lasplanques de Tanus
Pour les articles homonymes, voir Tanus (homonymie).
L’église Notre-Dame-de-Lasplanques de Tanus est une église romane située à Tanus, dans le Tarn, en région Occitanie, en France.

## Histoire
Dès le XIe siècle, le lieu est le prieuré monastique de Notre-Dame de Belmont de la famille d'Andouque. Mais l'église est construite au XIIe siècle dans le style roman, avec pour matériaux des moellons pris sur place. Dépendant de l'abbaye de Conques (de 1062 à la Révolution), elle était le centre d'un petit village qui comptait une vingtaine de maisons au XIVe siècle. Véritable place-forte, les habitants du village s'y réfugiaient en cas d'attaque. Durant la guerre de Cent-Ans, en 1381, le capitaine anglais Mauléon s'empare puis s'installe durant trois ans dans l'église,.
En 1860, l'ensemble du mobilier et des cloches est transféré à l'église Notre-Dame des Fournials (lieu-dit à Montredon-Labessonnié). Différentes parties s'écroulent en 1885, et en 1935, un incendie emporte le toit du clocher. Néanmoins, en 1943, une entreprise destinée au STO est cachée dans l'église et la restaure.
L'église Notre-Dame-de-Lasplanques de Tanus est classée au titre des monuments historiques depuis le 10 février 1913.

## Description
L'église Notre-Dame-de-Lasplanques est situé sur un promontoire rocheux surmontant la rivière du Viaur.
La nef possède des bas-côtés se terminant par une abside et deux absidioles circulaires. L'escalier menant au clocher se trouvait dans la première travée. Le clocher-donjon surmonte donc cette travée et celle d'à côté. Les ornements intérieurs (quatre bustes de Saints, Sainte-Famille, colombe, ...) sont très dégradés et datent du XVIIe siècle.

## Galerie

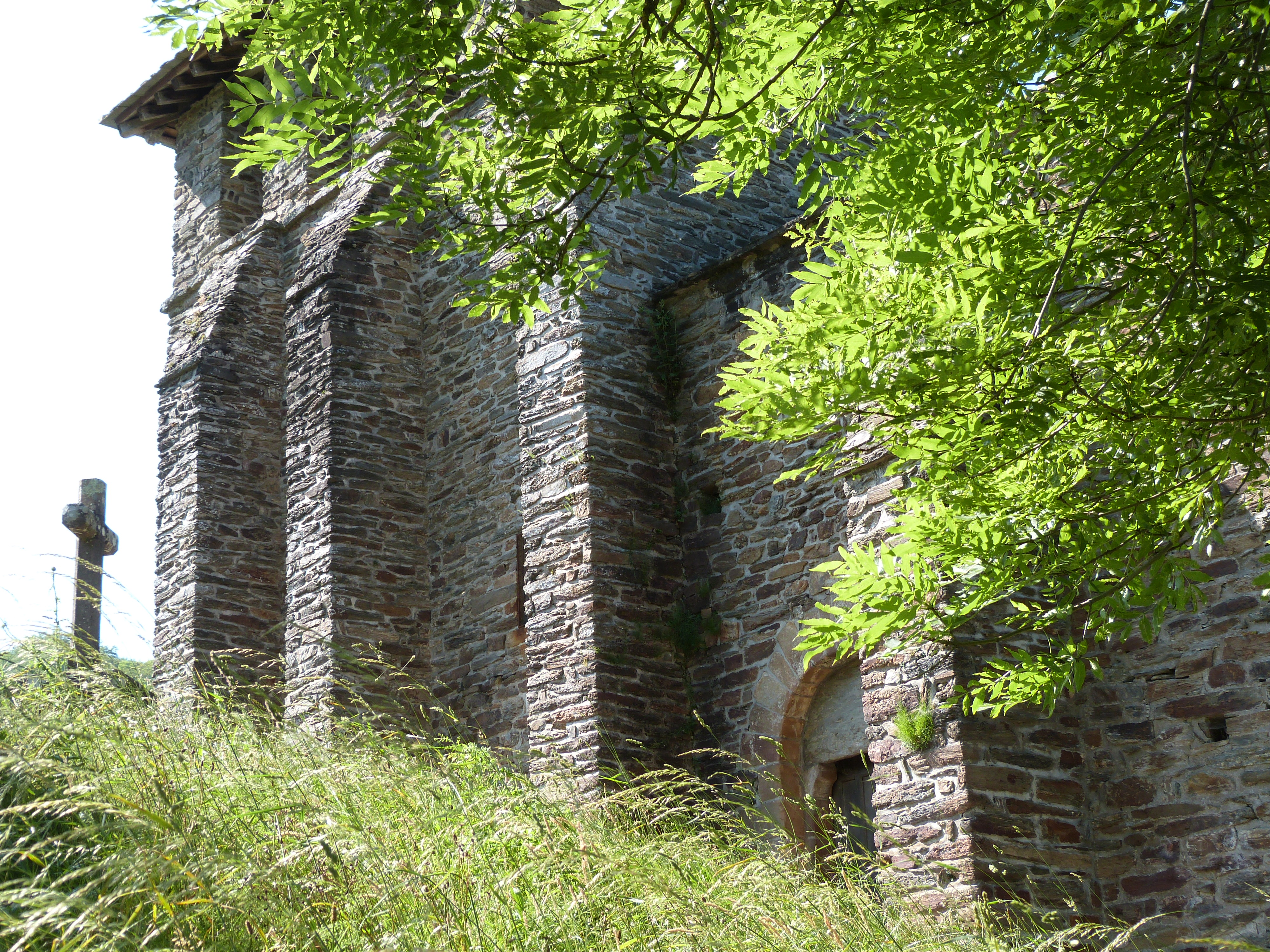
Le clocher de l'église Notre-Dame-de-Lasplanques.
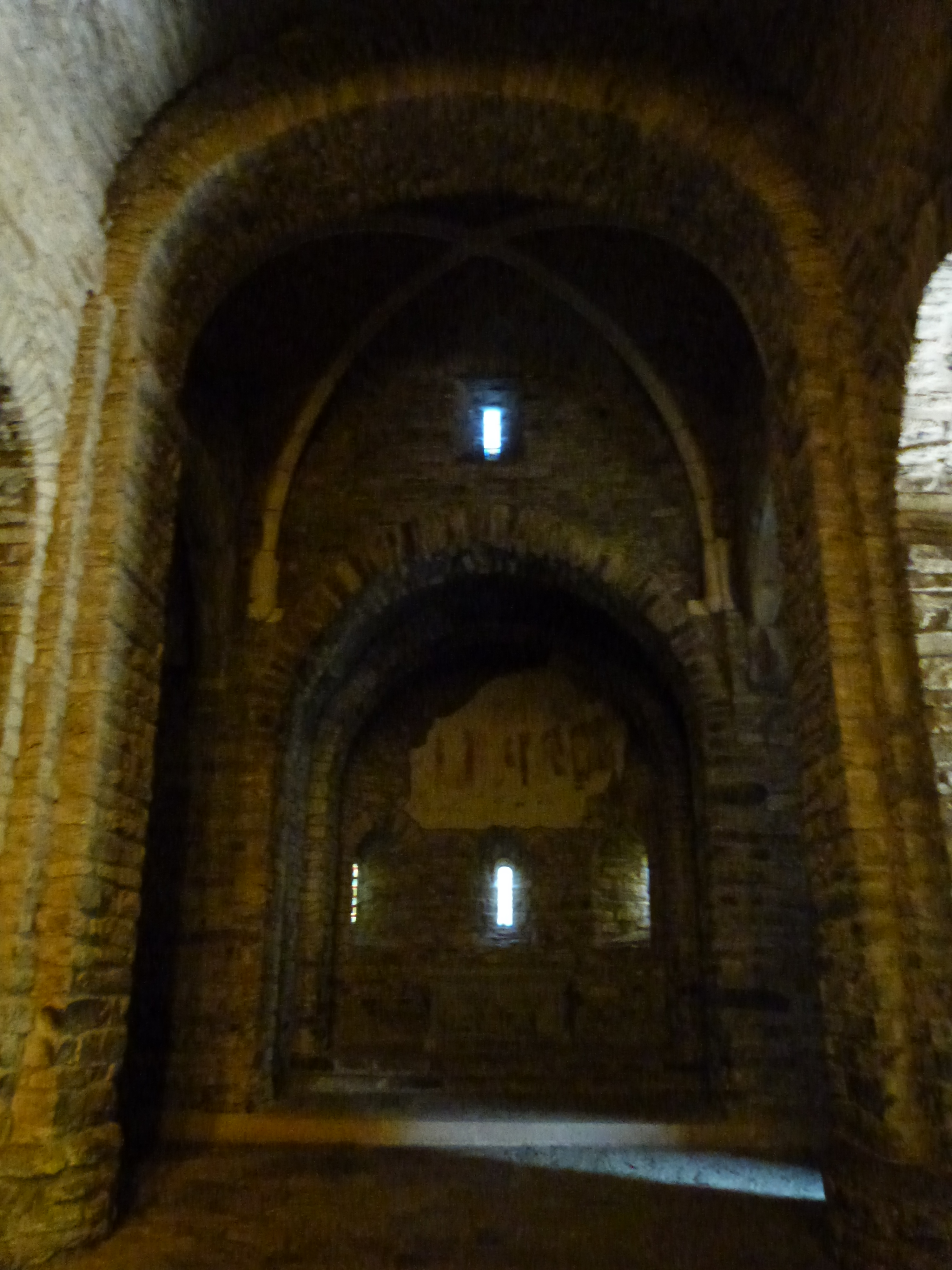
L'intérieur vide de l'église.